# Авиценния морская
Авице́нния морска́я (лат. Avicénnia marína), чёрный мангр, или белый мангр — мангровое дерево, вид рода Авиценния семейства Акантовые. Ранее данный вид относили к семейству Вербеновые или выделяли в особое семейство Avicenniaceae. Как и прочие мангровые деревья, авиценния морская обитает в приливных зонах эстуариев.

## Распространение
Авиценния морская распространена вдоль восточного побережья Африки, встречается в Юго-Западной Азии, повсеместно произрастает по всей Южной и Юго-Восточной Азии, в Австралии и Новой Зеландии, где маори называют её manawa.
Авиценния морская способна расти в аридном климате побережья Аравийского полуострова. В основном, авиценния морская встречается в ОАЭ, Катаре, Омане и вдоль побережья Красного Моря в Йемене, Саудовской Аравии, Египте, восточном Судане, а также в южном Иране вдоль побережья Персидского залива.
Авиценния морская входит в состав мангровых зарослей Южной Африки как один из двух наиболее распространённых видов.
В Австралии авиценния морская встречается на западе и на юге материка.

## Ботаническое описание

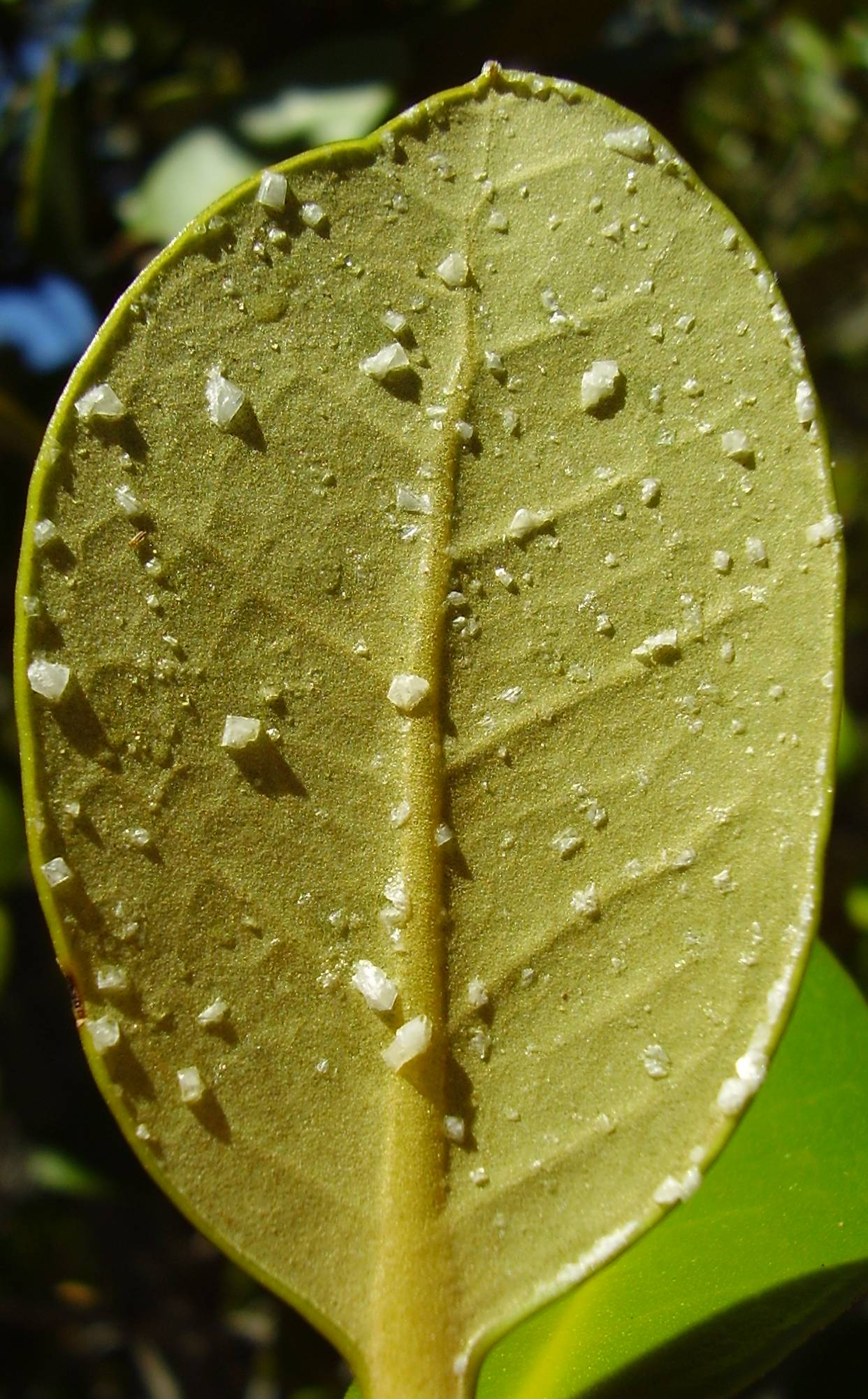
Покрытая выделениями соли нижняя часть листа Avicennia marina var. resinifera

Авиценния морская растёт как кустарник или дерево, в высоту достигая 3—10 м (до 14 м в тропиках). Ствол выглядит как беспорядочное переплетение множества ветвей. Имеет светло-серую кору из тонких хрупких пластинок.
Листья толстые, от 5 до 8 см длиной, яркие, блестящие, зелёные сверху и серебристо-белые или серые снизу. Как и другие виды авиценнии, имеет воздушные корни, позволяющие поглощать дополнительный кислород из окружающей среды, и достигающие в длину около 20 см. Воздушные корни, помимо того, могут служить своеобразным «якорем» во время наводнений и приливов.
Цветки имеют окраску от белой до золотисто-жёлтой, собраны в соцветия из трёх-цветков, меньше 1 см в диаметре.
Плод содержит большие семядоли, которые окружают зародыш. Семена большие и мясистые, часто начинают прорастать непосредственно на материнском дереве, после падения укореняясь, как сеянец.

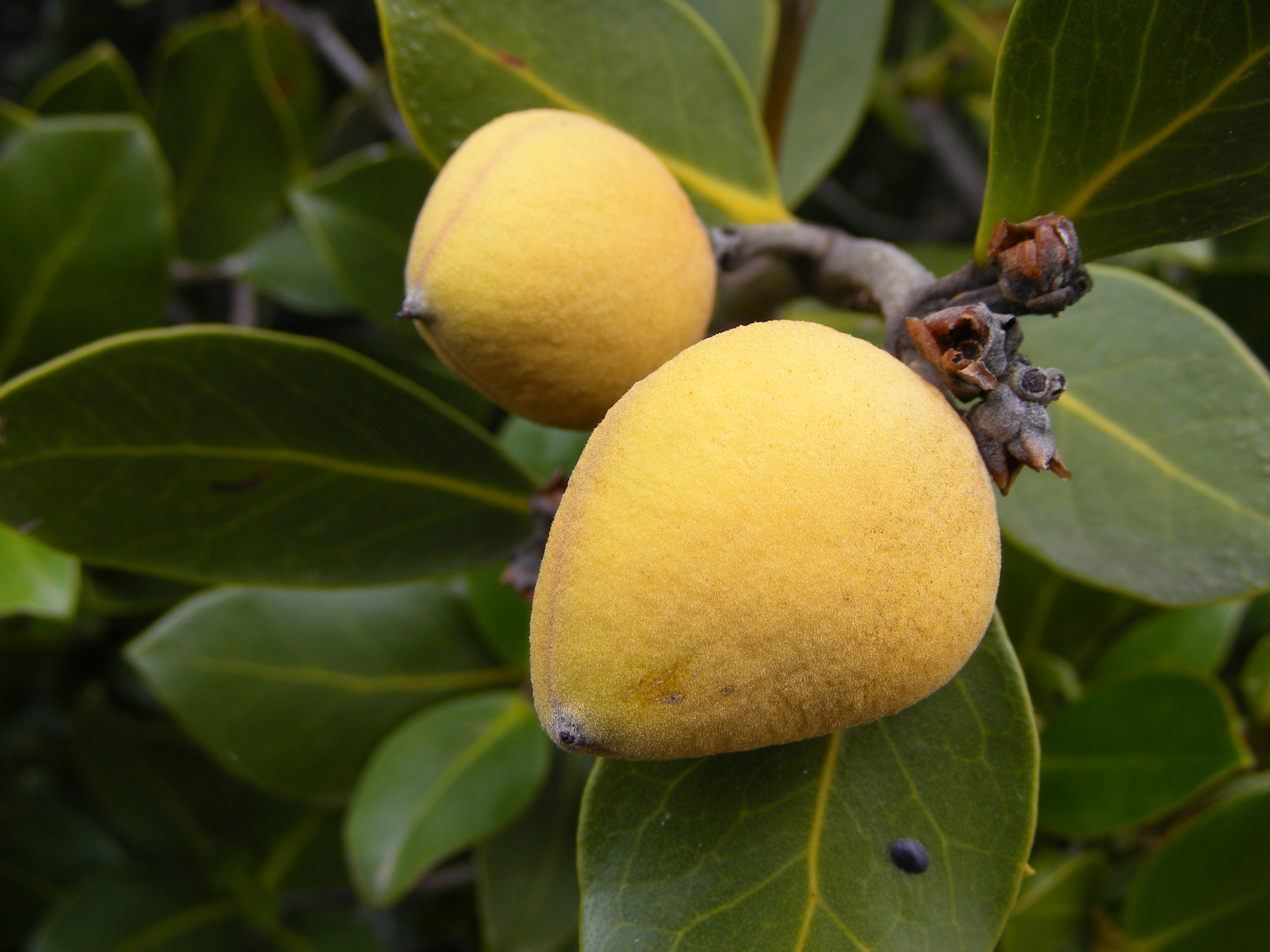
Плод Avicennia marina var. resinifera

## Среда обитания
В очень солёной воде авиценния морская растёт медленно, идеальными условиями для роста является наличие и солёной, и пресной воды. Тем не менее, растение солевыносливо и может выделять излишки солей через поры на нижней стороне листьев.
Этот вид имеет очень большое количество форм и экотипов, и может внешне походить на другие виды мангров. Способен приспособиться к экстремальным погодным и климатическим условиям, различным вредителям и болезням. Может произрастать на почвах с рН от 6,5 до 8. Однако авиценния морская не выносит затенённости.

## Подвиды
В настоящее время ботаниками выделяются три подвида:
- Avicennia marina subsp. australasica
- Avicennia marina subsp. eucalyptifolia
- Avicennia marina var. rumphiana[13]

## Основные синонимы
- Avicennia alba
- Avicennia intermedia
- Avicennia mindanaensis
- Avicennia sphaerocarpa
- Avicennia spicata[13]